# Noel Petro
Noel Esteban Petro Henríquez, conocido también como El Burro Mocho (Cereté, 19 de marzo de 1933), es un músico, requintista, compositor, arreglista y cantautor colombiano de música tropical y vallenato.
Fue un innovador al romper el formato de las grandes orquestas o los conjuntos tradicionales, añadiendo un elemento más cercano a la música rock con la incorporación de un instrumento que sobresale por encima de los instrumentos tradicionales del resto del grupo: el requinto eléctrico. Una especie de guitarra eléctrica con un sonido más agudo, en la que interpreta complejos solos y secciones compuestas originalmente para conjuntos de vientos.
«El burro mocho», como él mismo se hace llamar, cambió los cánones de la música tropical en Colombia. Su presencia en el escenario alude a elementos de la cotidianidad no sólo de la costa, sino incluso del interior, con canciones como «La Cucharita» original de Jorge Velosa, «Me voy pa'l salto» o «Bogotanizado», donde evoca elementos propios de la identidad bogotana.
Noel Petro aún perdura en la memoria musical de Colombia, tanto por su música, típica pero innovadora, así como por su vida pública y las historias en torno a su vida, como la supuesta relación y consecuente traición con la también cantante Claudia de Colombia, a quien le dedica canciones como «La reina de las cruces». El presidente de la República de Colombia para el periodo 2022-2026, senador y exalcalde de Bogotá, Gustavo Petro, es primo segundo del cantante.
Así como su requinto es parte de su identidad, lo es también, un sello infaltable que ha sido evocado jocosamente por muchas personas en algún momento de su vida, la frase: ¡Mamá, estoy triunfando, mándame pa'l pasaje!

## Biografía
Noel Esteban Petro Henríquez nació el 19 de marzo de 1933 en Cereté, Córdoba. Su padre quería que fuese marinero, pero este anhelo se frustró porque antes de entrar a la base naval de Cartagena, ya él se había apasionado por la música y el toreo, por eso le llamaban el torero cantor.
En 1955, en Bogotá, al lado de Julio Erazo y Cristóbal Pérez, conformó «El Trío Latino».
Sus éxitos más grandes fueron: «Cabeza de hacha», «Me voy pa'l salto», «Azucena» y «La cinta verde».
Noel Petro vive en Bogotá y sigue activo en su profesión.

## Discografía
En su repertorio musical se encuentran temas como:

- El ñato
- El Turco
- Momentos Felices
- El Unisexo
- Petronerias (Pepe Cáceres, Chico Pérez, Panameña, Dominique, Era Un)
- La Cucharita (original Jorge Velosa)
- El Mulo De Pacho
- Mariela Bonita
- Si Se Va La Luz
- Sueño Controvertido
- El Maletilla
- Dorotea
- Zorba El Griego
- Se Te Va A Gastar
- Mosaico Espacial (Juan José, Si Dios Fuera Negro, Sigo Siendo El Rey, Cuando Vayas A Madrid)
- Las Dos Hermanas
- La Gorra Vieja
- El Bichito Del Amor
- El Pan Pesado
- El Cangrejo
- La Pata Pela
- Disfrazate De Maíz
- El Dengue
- Diana
- La Vaca Prieta
- Azucena (2.ª versión por Discos TH)
- Quiero Olvidar
- La Cinta Verde
- La De La Mochila Azul
- El Ausente
- Luz De Mi Vida
- P'al Carrizo
- Cabeza De Hacha (2.ª versión por Discos TH)
- Esperanza Fajardo
- Adivíname Quién Es
- Por Salir De Mi Tierra
- Carnaval
- Berraquito Berracon
- La Reina De Las Cruces
- La Gallina Java (2.ª versión por Daro Internacional)
- La Hormiguita Sanjuanera
- El Negro Buba
- La Vida Cara (2.ª versión por Daro Internacional)
- El Burro Mocho
- El Tiburon Bobo
- La Vida Cara (versión original por Discomoda)
- La Embarrada
- Catalina El Mar Y El Cielo
- Canto A Claudia
- Tiempo Para Amar
- El Que Puya A'lante (Noel Petro con Alfredo Gutiérrez)
- Playas De Nudistas
- El Cebú
- San Andrés Es Colombia
- Aquellos Tiempos
- Las Dos Raja’
- El Perro De Pavageao
- La Niña Hermosa
- Prisiones
- Que Problema
- Mucho Lo UY!
- El Carro Viejo
- Tengo Que Olvidar
- Si Toche
- Corazón De Piedra
- Merenguito Sabanero
- Mi Guerrilla
- El Happy Lora (dedicado a Miguel Cardona)
- Cuanto Tienes, Cuanto Vales
- Caray, Caray
- Mosaico Burro Mocho (Playa Brisa Y Mar, Mi Cerete, Si Una Paloma, Casatshok)
- Nació En La Escuela
- La Ola Dos Mil
- Cerete Y La Calumera
- La Gallina Java (versión original por Impacto)
- La Reina Del Sinu
- Ni Frio Ni Calor
- Zapato Blanco
- La Pelotera
- Azucena (versión original por Impacto)
- La Reina Del Monte
- Cabeza De Hacha (versión original por Impacto)
- La Sinuana
- Pablito
- La Burra De Ventura
- Corona De Avispas
- Tota Y Tuta (dedicado a dos pueblos De Boyacá)
- Petro Menudo (Súbete A Mi Moto, Despeinada, Cámbiale Las Pilas)
- Controversia
- Cualquier Tumba Es Igual
- La Niña De Santa Elena
- Su Nombre Es Noel (dedicado por Noel Petro a uno de sus hijos)
- La Araña
- El Burro Mocho
- Yo Salí Del Valle
- La Reina De Las Cruces (temas repetidos por LP El Torero Cantor)
- Nada Te Pido
- Atraco A Pambele
- Las Cerezas
- Puya El Burro
- Mosaico Mexicano (Paloma Consentida, Mi Chata)
- Rosita Rosada
- Papa Dios
- Mira Para Arriba (Un Millón De Amigos, Mira Para Arriba, Quiero Que Sepas)
- La Kirica
- Me Voy De Tu Lado
- La Ñoñamingada
- Fantasma Tú
- Si Mataran A Los Ladrones
- Potrerillo (disco La Kirica y anécdota de Alejandro Durán)
- Las Sardinas
- Medio Beso
- La Guaracha De Las Locas
- El Hombre De Buenas
- La Carta (original de Guillermo Buitrago)
- Doña Jesusita
- La Papaya
- El Patico (popurrí; El Patico, Arbolito De Navidad, Regalito De Navidad)
- Yo No Creo En Las Mujeres
- Hambre De Eliseo
- Lamento Naufrago
- Margarita Divina
- El Sapo
- Bogotanizado
- El Compadre Lucas
- Judy Castillo
- El Viejo Miguel
- Blanquita
- La Ley Del Monte
- Pare En Petare
- Ni Flojo Ni Pobre
- Que Vivan Los Novios
- La Gran Señora
- El Guayabo
- Ya Voy Hacia ti
- Soy Inocente
- Me Voy Pal Salto
- El Conejo Pelao
- Corrido De Arnulfo Gonzales
- Cabeza De Hacha (repetido por LP Aquí Llegó Noel Petro)
- Descarada
- Voy Hacia Ti (versión original por Sonolux)
- Puya Guamalera
- La Interesada
- Me Voy Pal Salto (versión original por Sonolux)
- Pepe Cáceres
- El Azulejo
- La Ola Dos Mil (repetido por LP Aquí Llegó Noel Petro)
- Zapato Blanco (repetido por LP Aquí Llegó Noel Petro)
- Aquella Canción
- Misterio
- La Agarradera
- Petronerias Nro 2 (Coveñas, Anita Tun Tun, Descarada, Compae Peyo)
- La Oreja Rota
- Loco Rock And Roll - Twist Del Sapo
- Criterio
- La Media Arepa
- No Me Se Rajar
- Petro Pillo
- Cuatro Días
- Villancico Gitano
- El Localista
- Fiesta Caleña
- Chipaque
- Mala Hierba
- Lloraré Un Poquito
- Pégame La Gripa
- Mosaico (Cabeza De Hacha, La Luna Y El Toro, Ya Voy Hacia Ti, La Gallina Java, La Papaya, Azucena)
- Mi Bogotá